# Eres (canción de CD9)
«Eres» es una canción grabada por la boyband mexicana CD9, incluida para su álbum debut del mismo nombre. La canción fue escrita por el integrante Alonso Villalpando y DalePlay, además de esta último la que la produjo.

## Video musical
El video musical fue lanzado el 9 de enero de 2015 en la plataforma digital YouTube, fue producido por Salomón Simón. En 2017 supera los 15 millones de vistas. Cuenta con más de 20 millones de vistas en el canal.

## Listas

### Semanales
| País   | Lista                             | Mejor posición | Ref.  |
| ------ | --------------------------------- | -------------- | ----- |
| México | México Español Airplay(Billboard) | 9              | [ 5 ] |